# سیارک ۵۰۷۴
سیارک ۵۰۷۴ (به انگلیسی: 5074 Goetzoertel، نامگذاری:1949QQ1) پنج هزار و هفتاد و چهارمین سیارک کشف شده‌است که در ۲۴ اوت ۱۹۴۹ کشف شد.
قدر مطلق سیارک برابر ۶۱.۶ است.